# CONTINUE? (漫画)
『CONTINUE?』（コンティニュー）は、ひさの瑠珈による日本の漫画作品。連続形式4コマ漫画となっている。『コミックゲーメスト』（新声社）にて創刊号より1997年2月号（No.44）まで連載された。

## 内容
ゲーマーな女性たちを主人公にしたオリジナル作品。当初は当時実在したゲームをプレイする場面などが登場したが、やがてキャラクターたちの個性が確立されてからはそういった場面は少なくなり、日常的な場面を中心としたストーリー展開になっていった（ゲーマーをやめたわけではなく、（不特定の）ゲームをプレイしていることだけは度々語られている）。ストーリーは現実の時間進行に合わせて進められたため、雑誌創刊当初の隔月発売時には数回で進級を迎えていた。

## 登場人物
柊 紗子（）
主人公。ゲームのためなら努力は惜しまない性格。頭の回転が非常に速いが、暑さに非常に弱く、限界を超えると「悪の柊」と呼ばれる暴走人格が現れる。可愛い顔をしているが、言うことは結構きつい。真砂と知り合った時のエピソードが彼女の性格をよく物語っている（真砂の親が土地の買収を柊の親に持ちかけ、たまたま居合わせた幼い柊が「おじさん、そんなハシタ金で人の心が動くと思ってるの？」と言ったのを真砂の親が非常に気に入り、そこから家族ぐるみの付き合いが始まった）。
浜村 真砂（）
大企業の社長令嬢で、柊の親友。運動神経と腕力が桁外れに高いが、知力はかなり頼りない。劇中ではその腕力（ときには財力、権力）をもって、時折強引にトラブルを解決する。逆に引き起こすこともある。可愛い顔をしているが、柊と同じく言うことは結構きつい。柊とは逆に寒さに非常に弱く、冬季はコートを数枚重ねないと外出できない。
高校の卒業式では3人もの男性に「君のことが好き『だった』」と告白されており、自身の恋愛運のなさを嘆く場面も。
大貫 一美（）
柊の高校時代の担任の音楽教師。ゲーム好きで、柊たちの良き理解者。
小暮 悠香（）
真砂の同級生。髪を金色に染めており、倫理や常識に外れた行為をたびたび行う。悠香本人にとっては不良行為ではなく、思うままに生きている結果らしい。
後に両親が離婚し、父親である小暮悠一(作中の会話によると、著名な写真家らしい)について、3年間アフリカに行くことになる。
藤沢 卓也（）
悠香の恋人。あらゆる不幸を呼び寄せてしまう体質を持つ。
悠香との愛は本物であり、小暮悠一氏の写真の大ファンであることも手伝って、彼女と一緒にアフリカに行く道を選んだ。
高村 朝希（）
卓也の同級生。ある件で悠香に敵視されている。
杉田 英美（）
柊の大学の同級生。スローペースな言動で、周りのペースまで崩してしまう。
平野 美由里（）
真砂の大学からの同級生。真砂を一方的にライバル視する。
砂川 和美（）
真砂の大学からの同級生。美由里とは旧知。関西弁。
教授
柊の大学の教授。世界征服を企み、「悪の柊」を味方に付けるために頑張っている。

## 書誌情報
- ひさの瑠珈『CONTINUE?』新声社〈ゲーメストコミックス〉、全2巻
  1. 1995年7月10日発行[3]、ISBN 4-88199-182-5
  2. 1997年11月10日発行[4]、ISBN 4-88199-401-8